# Hornstorf (Meklemburgia-Pomorze Przednie)
Hornstorf – gmina w Niemczech, w kraju związkowym Meklemburgia-Pomorze Przednie, w powiecie Nordwestmecklenburg, wchodzi w skład urzędu Neuburg.